# Molí de Manuella
El Molí de Manuella és una obra de Constantí (Tarragonès) inclosa a l'Inventari del Patrimoni Arquitectònic de Catalunya.

## Descripció
L'edifici presenta un estat lamentable. La part que dona al Camí Vell de Tarragona és ocupada per un bar de caçadors.

## Història
El molí paperer de Constantí ja existia al segle xv i és un dels primers que van actuar a Catalunya. Passà per etapes diferents, a més de molí paperer fou molí d'oli i fàbrica de teixits. Fou propietat de la Cartoixa d'Escaladei des del 1734 fins al 1835. L'escut de la Cartoixa, així com la data d'adquisició són ben visibles a la dovella central de l'arc de la porta d'entrada. Mossèn Sabater, prevere de la parròquia, diu que en 1888 la fàbrica tenia una màquina de vapor i tots els darrers avenços, essent propietari D. Francesc Maduell, de Constantí.
Originàriament el molí pertanyia al comú de la Vila de Reus. L'edifici és molt gran i té aspecte de caseriu.